# Instalación de almacenamiento y mantenimiento de Eglinton
La instalación de almacenamiento y mantenimiento de Eglinton es un patio de ferrocarril y un centro de servicio de vehículos para la futura línea 5 Eglinton del metro de Toronto. La instalación está ubicada cerca del término occidental de la línea en la estación Mount Dennis, en terrenos anteriormente ocupados por el campus de Kodak en Toronto.
La línea Eglinton utiliza vehículos Flexity Freedom en un ancho estándar de 1435 mm y no está conectada al sistema de tranvías de Toronto, que usa un ancho de Toronto de 1495 mm.
La instalación se completó sustancialmente en octubre de 2018, y estaba lista para la entrega del primer vehículo Flexity Freedom el 8 de enero de 2019. Cinco más se entregaron en febrero de 2019.

## Historia
El sitio fue elegido porque era un "campo baldío" lo suficientemente grande inmediatamente adyacente a un término de la línea. Al principio, Metrolinx no estaba abierto a los aportes de los residentes vecinos, pero en mayo de 2013 anunciaron que organizarían un mecanismo para recibir comentarios.

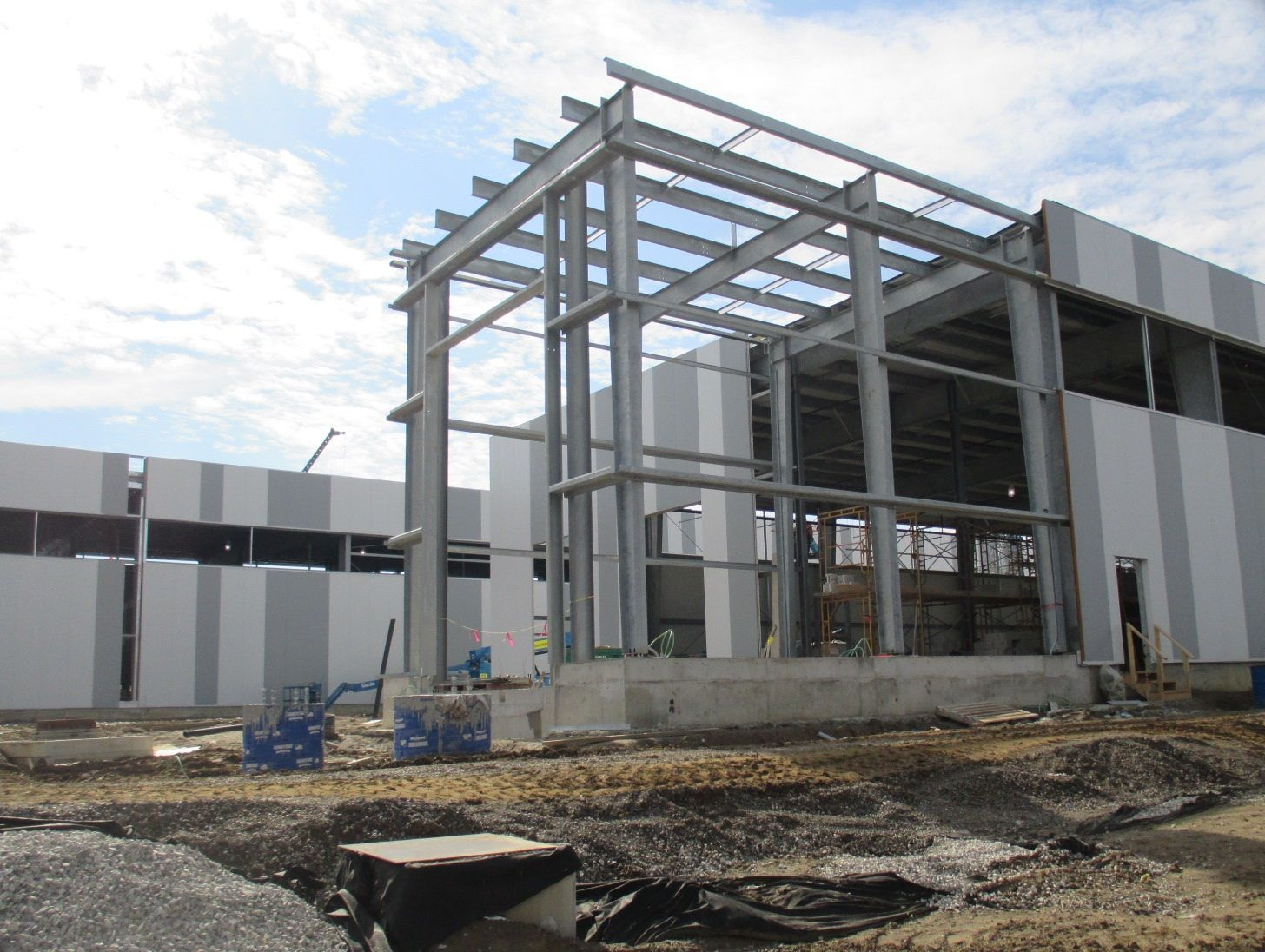

En 2013, Metrolinx anunció que la instalación no sería operada por la TTC y que en su lugar contrataría a una empresa privada para operarla.
Originalmente, la instalación de energía de respaldo debía tener un generador a gas natural para alimentar la Línea 5 a fin de evitar los tiempos de máxima demanda en la red eléctrica provincial y manejar un corte de energía. La instalación habría ahorrado alrededor del 40 por ciento del precio de la electricidad y habría tenido 25 metros de ancho, 62 metros de largo y 9 metros de alto. Algunos residentes locales y activistas ambientales criticaron el plan de Metrolinx de usar un generador de respaldo alimentado por combustible fósil. Así, el 28 de marzo de 2017, la provincia anunció que la instalación utilizaría un sistema de baterías en lugar de un generador de gas natural y que los costos de operación del sistema de baterías no serían mayores que los costos de operación de un sistema de energía de respaldo a gas.
Para octubre de 2018, la instalación de almacenamiento y mantenimiento de Eglinton estaba sustancialmente completa y el 8 de enero de 2019, recibió la entrega del primer vehículo Flexity Freedom.
En abril de 2021, un LRV realizó la primera prueba de control automático de trenes dentro de los terrenos de EMSF. En el mismo mes, se completaron las pruebas del sistema de comunicación entre la estación de Keelesdale y el EMSF.